# Сезар (кінопремія, 1977)
2-га церемонія вручення нагород премії «Сезар» Академії мистецтв та технологій кінематографа за заслуги у царині французького кінематографу за 1976 рік відбулася 19 лютого 1977 року у концертному залі Плейєль (Париж, Франція). 
Церемонія проходила під головуванням Ліно Вентури, розпорядником та ведучим виступив П'єр Чернія. Найкращим фільмом визнано стрічку Мосьє Кляйн режисера Джозефа Лоузі.

## Статистика
Фільми, що отримали декілька номінацій:
| Фільм                                                         | Номінації | Перемоги |
| ------------------------------------------------------------- | --------- | -------- |
| • Бароко / Barocco                                            | 9         | 3        |
| • Мосьє Кляйн / Monsieur Klein                                | 7         | 3        |
| • Найкращий спосіб маршування / La Meilleure Façon de marcher | 6         | 1        |
| • Суддя і вбивця / Le Juge et l’Assassin                      | 5         | 3        |
| • І слони бувають невірні / Un éléphant ça trompe énormément  | 3         | 1        |
| • Іграшка / Le Jouet                                          | 3         | —        |
| • Мадо / Mado                                                 | 3         | 1        |
| • Доктор Франсуаза Гайян / Docteur Françoise Gailland         | 2         | 1        |
| • Жінка у вікні / Une femme à sa fenêtre                      | 2         | —        |
| • Поліцейський пістолет „Пітон 357“ / Police Python 357       | 2         | 1        |
| • Я тебе кохаю... Я тебе також ні / Je t'aime moi non plus    | 2         | —        |

## Список лауреатів та номінантів
Переможців у кожній з категорій виділено жирним шрифтом.
| Найкращий фільм | Найкращий режисер |
| --- | --- |
| «Мосьє Кляйн» / Monsieur Klein - «Бароко» / Barocco - «Суддя і вбивця» / Le Juge et l’Assassin - «Найкращий спосіб маршування» / La Meilleure Façon de marcher                                                                                    | Джозеф Лоузі за фільм «Мосьє Кляйн» - Андре Тешіне — «Бароко» - Бертран Таверньє — «Суддя і вбивця» - Клод Міллер — «Найкращий спосіб маршування»                                                                                 |
| Найкращий актор | Найкраща акторка |
| Мішель Галабрю — «Суддя і вбивця» (за роль Жозефа Був'є) - Ален Делон — «Мосьє Кляйн» (за роль Мосьє Кляйна) - Жерар Депардьє — «Остання жінка» (за роль Жерара) - Патрік Девар — «Найкращий спосіб маршування» (за роль Марка)                   | Анні Жирардо — «Доктор Франсуаза Гайян» (за роль Франсуази Гайян) - Ізабель Аджані — «Бароко» (за роль Лаури) - Міу-Міу — «Ф… як Фербенкс» (за роль Марі) - Ромі Шнайдер — Жінка у вікні (за роль Марго Санторіні)                |
| Найкращий актор другого плану | Найкраща акторка другого плану |
| Клод Брассер — «І слони бувають невірні» (за роль Даніеля) - Жан-Клод Бріалі — «Суддя і вбивця» (за роль прокурора Вілледьє) - Жак Дютрон — «Мадо» (за роль інспектора П'єра) - Шарль Деннер — «Якби довелося почати спочатку» (за роль адвоката) | Марі-Франс Пізьє — «Бароко» (за роль Неллі) - Бріжит Фоссей — «Добрі і злі» (за роль Домінік Бланшо) - Франсін Расетт — «Світло» (за роль Жульєнни) - Анні Дюпре — «І слони бувають невірні» (за роль Шарлотт)                    |
| Найкращий сценарист | Найкраща музика |
| «Суддя і вбивця» – Жан Оранш та Бертран Таверньє - «Іграшка» – Франсіс Вебер - «Найкращий спосіб маршування» – Клод Міллер та Люк Беро - «І слони бувають невірні» – Жан-Лу Дабаді                                                                | Філіпп Сард — «Бароко» та «Суддя і вбивця» - Морт Шуман — «До нас, маленькі англійки!» - Серж Генсбур — «Я тебе кохаю… Я тебе теж ні» - Жорж Дельрю — «Супершахрай» та «Поліцейський пістолет „Пітон 357“»                        |
| Найкращий оператор | Найкращі декорації |
| Бруно Нюйтен – «Найкращий спосіб маршування» та «Бароко» - Клод Ренуар – «Доктор Франсуаза Гайян» та «Вірна жінка» - Етьєн Бекер – «Іграшка» - Джеррі Фішер – «Мосьє Кляйн»                                                                       | Александр Траунер – «Мосьє Кляйн» - Фернандо Скарфіотті – «Бароко» - Бернар Евейн – «Іграшка» - П'єр Гюффра – «Пожилець» та «Мадо»                                                                                                |
| Найкращий монтаж | Найкращий звук |
| Марі-Жозеф Йойотт – «Поліцейський пістолет „Пітон 357“» - Клод Мерлен – «Бароко» - Анрі Ланоє – «Мосьє Кляйн» - Жан Равель – «Жінка у вікні» | Жан-П'єр Ру – «Мадо» - Поль Лене – «Бароко» та «Найкращий спосіб маршування» - Антуан Бонфанті – «Я тебе кохаю… Я тебе теж ні» - Жан Лабюсьє – «Мосьє Кляйн»                                                                      |
| Найкращий фільм іноземною мовою | Найкращий короткометражний анімаційний фільм |
| Італія • «Ми так любили одне одного» - Велика Британія • «Баррі Ліндон» - Іспанія • «Вигодуй ворона» - США • «Пролітаючи над гніздом зозулі»• | «Un comédien sans paradoxe» - «Бактерії наші друзі» / Bactéries nos amies - «Сніданок» / Déjeuner du matin - «Наступ» / L'Empreinte - «Нічна сова» / Oiseau de nuit - «La Rosette arrosée»                                        |
| Найкращий короткометражний ігровий фільм | Найкращий короткометражний документальний фільм |
| «Comment ça va je m'en fous» - «Літня спека» / Chaleurs d'été - «Le Destin de Jean-Noël» - «Дитина-в'язень» / L'Enfant prisonnier - «Скоро зима» / L'Hiver approche - «La Nuit du beau marin peut-être»                                           | «Une histoire de ballon, lycée n°31 Pékin» - «L'Atelier de Louis» - «L'Eruption de la montagne pelée» - «Hongrie vers quel socialisme?» - «Стіни революції» / Les Murs d'une révolution - «Відповіді жінок» / Réponses des femmes |
| Почесний «Сезар» | |
| Жак Таті Анрі Ланглуа | |